# Copiadora Verifax
La Copiadora Verifax, Gevacopy o també coneguda com a fotocopiadora de negatiu, és una fotocopiadora que usa una tècnica col·loidal humida de transferència per difusió, patentada per Yutzi H.C i Yackel I.C. (1947). La font de llum es projecta cap a la part superior travessant el negatiu i reflectint-se -més o menys, segons el color- contra l'original que es vol copiar. Té una base que conté la cubeta amb el líquid revelador i el temporitzador d'exposició.
A causa de la seva extremada senzillesa va tenir gran difusió fins a finals de la dècada dels 60's, en què va ser superada per la gran popularitat de les xerocòpies que usen paper normal. Les còpies tenien una certa olor i perdien contrast amb el temps.

## Transferència per difusió
La DT (Transferència per difusió) es va generalitzar a diversos països a partir de 1960:
- Copyrapid d'Agfa;
- Gevacopy de Gevaert (1950);
- Verifax de Kodak (1952-1976);[4]
- Copyproof (1980?);

Altres productes no destinats específicament a processos de còpia, però que empren una tecnologia PMT similar inclouen: Kodak Ektaflex (1981); Polaroid - sèpia (1948), Polaroid - Blanc Negre (1950), Polaroid - Color (1963).

## Procés
Per fer una còpia:
- Es col·loca el full de l'original a copiar sobre un paper translúcid sensibilitzat (negatiu-Matrix) sobre el cristall (amb el costat brillant cap amunt).
- S'exposa a la llum durant uns 15 seg (com més temps, més clara surt la còpia final).
- Es treu l'original i s'introdueix el negatiu-Matrix en el revelador durant 30 seg, traient el negatiu finalitzat amb els corrons de pressió.
- El negatiu encara humit així obtingut es col·loca llavors en íntim contacte amb un "full de paper de transfer positiu" fent passar el conjunt una altra vegada a través dels corrons amb suau pressió.
- Per acabar, els dos fulls se separen i queda una còpia de l'original en el paper de transferència, lleugerament humida, que cal deixar assecar.[3]